# Каменицько Подгор'є
Каменицько Подгор'є (хорв. Kameničko Podgorje) — населений пункт у Хорватії, у Вараждинській жупанії у складі міста Лепоглава.

## Населення
Населення за даними перепису 2011 року становило 322 осіб.
Динаміка чисельності населення поселення:

## Клімат
Середня річна температура становить 9,52 °C, середня максимальна – 23,16 °C, а середня мінімальна – -6,02 °C. Середня річна кількість опадів – 1063 мм.
| Клімат поселення                              | Клімат поселення | Клімат поселення | Клімат поселення | Клімат поселення | Клімат поселення | Клімат поселення | Клімат поселення | Клімат поселення | Клімат поселення | Клімат поселення | Клімат поселення | Клімат поселення | Клімат поселення |
| Показник                                      | Січ.             | Лют.             | Бер.             | Квіт.            | Трав.            | Черв.            | Лип.             | Серп.            | Вер.             | Жовт.            | Лист.            | Груд.            |                  |
| Середній максимум, °C                         | 5,46             | 6,94             | 10,87            | 14,96            | 19,92            | 23,16            | 22,27            | 21,68            | 17,75            | 12,83            | 7,47             | 4,04             |                  |
| Середня температура, °C                       | −0,29            | 1,20             | 5,13             | 9,22             | 14,19            | 17,42            | 19,16            | 18,59            | 14,65            | 9,72             | 4,37             | 0,94             |                  |
| Середній мінімум, °C                          | −6,02            | −4,56            | −0,61            | 3,47             | 8,44             | 11,68            | 16,06            | 15,49            | 11,54            | 6,63             | 1,28             | −2,16            |                  |
| Норма опадів, мм                              | 49               | 55               | 73               | 82               | 91               | 123              | 110              | 105              | 100              | 101              | 99               | 75               |                  |
| Середньомісячна швидкість вітру, м/с          | 1.87             | 2.05             | 2.41             | 2.44             | 2.33             | 2.03             | 1.98             | 1.82             | 1.83             | 1.91             | 2.01             | 2.00             |                  |
| Середньомісячна сонячна радіація, кДж/м²·день | 4134             | 6839             | 10540            | 14777            | 18748            | 20568            | 21175            | 18455            | 13673            | 8587             | 4617             | 3292             |                  |
| --------------------------------------------- | ---------------- | ---------------- | ---------------- | ---------------- | ---------------- | ---------------- | ---------------- | ---------------- | ---------------- | ---------------- | ---------------- | ---------------- | ---------------- |
| Джерело:                                      |                  |                  |                  |                  |                  |                  |                  |                  |                  |                  |                  |                  |                  |